# Candela Antón de Vez
Candela Antón de Vez (Barcelona, 1994) és divulgadora d'antropologia i evolució humana a més d'actriu de cinema, teatre i sèries de televisió catalana, coneguda pels seus papers a Merlí fent de Berta Prats, i a Polseres vermelles, on feia de xicota del Jordi, la Mireia. Durant el 2016 va fer diversos microteatres com Papá o ¿Quien Conoce a Anaïs Antón?.

## Obres

### Televisió
- Polseres vermelles (2011-2013)[4]
- Merlí (2015-2018)[4]
- Vida perfecta (2019–2021) (1 episodi)

### Cinema
- Defectos secundarios (2003, curtmetratge, dir. Matilde Obradors)[5]
- Blog (2010, dir. Elena Trapé)[4]
- Nostalgia (2014, curtmetratge, dir. Daniel Tollesson)[4]
- Exilio (2017, curtmetratge, dir. Matilde Obradors)[6][7]
- Amigo invisible (2022)

### Teatre
- Papá (2016, dir. Roger Grau i Maria Martín)[8]
- ¿Quién conoce a Anaïs Antón? (2017, dir. Daniel Tollesson)[1]
- Félix Nihilson, tragicomédia del caracol furibundo (2018)

## Personatges

### Polseres Vermelles
La Mireia és la nòvia d'en Jordi (Igor Szpakowski), un jove a qui han amputat la cama.

### Merlí
La Berta Prats és una adolescent sense rumb, que busca el seu camí i no el troba, motiu pel qual utilitza el cinisme amb freqüència com a autodefensa. Tot i ser una persona valenta i intel·ligent és mala estudiant i no li agraden les classes, potser per això acaba dibuixant a les taules com a mètode d'escapatòria. Com a noia extravertida, gaudeix de les festes i l'esbarjo en general per tal d'oblidar-se dels problemes. Si no se la coneix bé, pot caure malament per l'actitud fatxenda i histriònica que adopta però, en realitat, respon a un sentiment de soledat que cobreix fent-se la forta. A nivell familiar, troba a faltar amor i escalf i per això potser el busca en una parella.